# 同友
同友株式会社（どうゆう）は、官営時代からの小坂鉱山従業員向け販売施設を源流とし、同和鉱業の子会社としてかつてはスーパーマーケット事業を展開していた企業である。

## 概要

### 供給所の誕生
官営時代から小坂鉱山従業員向けに対する食料品・衣料品などの供給・販売が行われていたの販売施設が始まりである。
1901年（明治34年）3月29日に「小坂鉱山物資供給取扱所」を「小坂鉱山需要品供給所」へ改称。
この供給所は花岡鉱山など藤田組（後の同和鉱業、現在のDOWAホールディングス）の他の鉱山にも開設され、従業員や家族が食料、物品を買うと、会社が精算し給料日にその分を天引きするシステムを導入していた。

### 購買組合から生活協同組合へ
小坂鉱山物品供給所の商品すべてを継承して、1920年（大正9年）8月1日に「有限責任会社小坂鉱山購買組合」を設立した。
1945年（昭和20年）10月4日に産業組合法に依る生活協同組合へ改組したが、1951年（昭和26年）3月28日に生活協同組合を解散した。

### 供給所の復活からスーパーへ
生活協同組合の解散を受け、再び供給所へ改組し、食料品・衣料品・雑貨などを、従業員に加えて一般消費者向けへの供給するようになった。
1962年（昭和37年）6月1日に小坂供給所にセルフサービス方式を導入してスーパーマーケット業態に転換した。
1969年（昭和44年）9月16日に同友となった。
秋田県北地方や青森県大鰐町に店舗を展開していた、ピーク時の1991年（平成3年）3月期には約81億円の売上を計上していた。
しかし、2002年（平成14年）度を最終年度とする同和鉱業が進める構造改革にあって、本業と関連性の薄いスーパーの運営は異質であり、加えて同業他社との競合激化によって同友の経営も悪化していた。その折、県北の無店舗地帯解消を図りたいマックスバリュ東北から、同和鉱業に同友の買収の申し入れがあり、2002年（平成14年）4月30日に同和鉱業はマックスバリュ東北に保有していた同友の全株式を売却した。これによって同友はマックスバリュ東北の完全子会社となった。
そして、同年5月1日付で5店舗をマックスバリュ東北に譲渡し、同月中に改装して新装開店した。
2002年（平成14年）6月にマックスバリュ東北に吸収合併され、会社は消滅した。

## 沿革
- 1890年（明治23年） - 小坂鉱山事務所規則に供給係の職制を規定[9]。
- 1901年（明治34年）3月29日 - 「小坂鉱山物資供給取扱所」を「小坂鉱山需要品供給所」へ改称[3]。
- 1920年（大正9年）8月1日 - 「有限責任会社小坂鉱山購買組合」を設立[5][6][7]。
- 1945年（昭和20年）10月4日[8] - 産業組合法に依る生活協同組合へ改組[9]。
- 1951年（昭和26年）3月28日 - 生活協同組合を解散[10]。再び供給所へ改組し、食料品・衣料品・雑貨などを従業員及び一般消費者向けへの供給を開始[9]。
- 1962年（昭和37年）6月1日 - 小坂供給所にセルフサービス方式を導入してスーパーマーケット業態に転換[11]。
- 1969年（昭和44年）9月16日 - 同友株式会社を設立[1]。
- 1970年（昭和45年）8月2日 - 同友花岡店がオープン。
- 1975年（昭和50年）6月28日 - 同友大館店がオープン。
- 2002年（平成14年）
  - 4月30日 - 同和鉱業が全株式をマックスバリュ東北に売却[14]。マックスバリュ東北の子会社化[14]。
  - 5月1日 - 5店舗をマックスバリュ東北に譲渡し[15]。
  - 5月中 - 改装して新装開店[16]。

## 店舗

### 小坂鉱山購買組合
本部住所：鹿角郡小坂町小坂鉱山尾樽部94
組合員数：3,552人（1920年（大正9年）末時点）
1920年（大正9年）8月1日に有限責任会社小坂鉱山購買組合として小坂鉱山物品供給所の商品すべてを継承して設立され、小坂町・大湯町・大館町・七滝村・長木村に在住する小坂鉱山の従業員のみが加入できた生活協同組合であった。
上大谷地と古舘のほぼ中間の当時の小坂鉱山事務所の下にあった2階建ての店舗を構えており、10日間の給与の80％までという購入額の制限があった。
また、元山に出張所を開設していたほか、米穀類や薪炭類は宅配を行い、精米機も所有していた。
取扱品目は、食料品・衣料品・日用雑貨全般であり、化粧品や電灯などを含む生活必需品を網羅していた。
全国でも有数の売上高を誇り、セールの日には商品の受け取りに2時間から3時間ほどかかることもあった。

### 供給所

#### 小坂鉱山
- 小坂鉱山供給所 → 小坂供給所（鹿角郡小坂町小坂鉱山尾樽部94[23]、1960年（昭和35年）12月1日[24]）

延べ床面積1,200m2、売場面積844m2。
1962年（昭和37年）6月1日にセルフサービス方式を導入した。
薬品部も設置していた。
- 秋田鉱業所小坂供給所元山支店（鹿角郡小坂町字杉沢96[25][26]）

売場面積73m2
- 秋田鉱業所小坂供給所向陽支店（鹿角郡小坂町字渡ノ羽4[25][26]）

売場面積126m2
- 秋田鉱業所小坂供給所朝日ヶ丘支店（鹿角郡小坂町字尾樽部54[25][26]）

売場面積126m2

#### 花岡鉱山
- 同和鉱業花岡供給所（北秋田郡花矢町花岡町字堂屋敷102-1[27]）

延べ床面積650m2、売場面積480m2。
- 秋田鉱業所花岡供給所本店（北秋田郡花矢町花岡町字姥沢24[25]）
- 秋田鉱業所花岡供給所前田支店（北秋田郡花矢町花岡町字前田226-1[25]）
- 秋田鉱業所花岡供給所緑園支店（北秋田郡花矢町花岡町字姥沢125[25]）

#### 赤金鉱山
- 赤金鉱業所赤金供給所本店（岩手県江刺市伊手字和野195[25]）
- 赤金鉱業所赤金供給所分店（岩手県江刺市伊手字口沢53[25]）

#### 柵原鉱山
- 柵原鉱業所供給所（岡山県久米郡柵原町久木185[25]）
- 柵原供給所（岡山県久米郡柵原町久木181[29]）

売場面積679m2

## スーパーマーケット
- 同友小坂本店（鹿角郡小坂町小坂鉱山字古館49番地の3[30]、1969年（昭和44年）10月1日開店[31]）

延べ床面積1,814m2、売場面積1,165m2 → 1,210m2（直営売場面積1,156m2）
小坂駅近隣の踏切に近い場所に出店していた2階建ての店舗で、2階には食堂もあった。
- 同友大館店（大館市向町17[1]）
- 同友毛馬内店（鹿角市十和田毛馬內字下寄熊361[1]）

売場面積899m2
- 同友たかのす店（北秋田郡鷹巣町松葉町2-16[1]）
- 同友おおわに店（青森県南津軽郡大鰐町大字大鰐字前田27[1]）
- 同友大湯店（鹿角市十和田大湯字湯ノ岱1-11-1[1]、1971年（昭和46年）6月1日開店[31]）

売場面積168m2
- 同友花岡本店（大館市花岡町字前田3-1[34]、1970年（昭和45年）8月1日開店[34]）

延べ床面積1,613m2、売場面積1,161m2
- 同友代野店（大館市下以野字天下道下1-149[34]、1972年（昭和47年）6月15日開店[34]）

売場面積185m2
- 同友花輪店（鹿角市花輪字下花輪33-2[1]、1996年（平成8年）11月開店[36]）

鹿角市花輪新町商店街「キララしんまち」の核店舗として招致されて出店した。
- 同友朝日ヶ丘店[要出典]
- マイマート向陽[要出典]

- 生鮮部事業所（秋田県大館市卸町[1]）